# Batalla de Al Qawalish
La Batalla de Al Qawalish fue una batalla entre las tropas leales a Muamar el Gadafi y los rebeldes por el control de la localidad de Al Qawalish, el 6 de julio de 2011.
Durante los primeros días de julio, la principal meta de los rebeldes se había convertido la captura de la ciudad de Garian, por la cual pasa la carretera que une las ciudades gadafistas de Trípoli y Sabha. Para ello, el 6 de julio atacaron la ciudad de Al Qawalish, a solo unas decenas de kilómetros de Garian. Después de unas seis horas de combate, los gadafistas se retiraron de la ciudad dejándola en manos de los rebeldes.